# Star Wars: Episodio II - L'attacco dei cloni (colonna sonora)
Star Wars Episode II: Attack of the Clones (Original Motion Picture Soundtrack) è la colonna sonora del film Star Wars Episodio II - L'attacco dei cloni composta da John Williams. È un album pubblicato per la prima volta il 23 aprile 2002 dall'etichetta discografica Sony Classical. Negli anni è stato ripubblicato anche come Star Wars: Attack of the Clones (Original Motion Picture Soundtrack).
La musica è stata diretta da John Williams ed eseguita dai membri della London Symphony Orchestra assieme al coro London Voices. L'album ha ricevuto il disco d'oro negli Stati Uniti.
Il CD, per un periodo limitato, aveva quattro diverse copertine (oltre a quella normale, la locandina, erano ritratti Anakin e Padmé, Yoda e Jango Fett) ed era allegato un CD-ROM contenente un salvaschermo per PC.

## Tracce
1. Main Title and Ambush on Coruscant – 3:46
2. Across the Stars – 5:33
3. Zam the Assassin and the Chase Through Coruscant – 11:07
4. Yoda and the Younglings – 3:55
5. Departing Coruscant – 1:44
6. Anakin and Padme – 3:57
7. Jango's Escape – 3:48
8. The Meadow Picnic – 4:14
9. Bounty Hunter's Pursuit – 3:23
10. Return to Tatooine – 6:57
11. The Tusken Camp and the Homestead – 5:54
12. Love Pledge and the Arena – 8:29
13. Confrontation with Count Dooku and Finale – 10:45
14. On the Conveyor Belt (Target exclusive bonus track) – 3:02